# Hrabstwo Talladega
Talladega – hrabstwo w stanie Alabama w USA. Populacja liczy 80 321 mieszkańców (stan według spisu z 2000 roku).
Powierzchnia hrabstwa to 1969 km². Gęstość zaludnienia wynosi 18 osób/km².

## Miejscowości
- Bon Air
- Childersburg
- Lincoln
- Munford
- Oak Grove
- Sylacauga
- Talladega Springs
- Talladega
- Waldo

## CDP
- Fayetteville
- Mignon